# 田渕武士
田渕 武士（たぶち たけし、1926年 - ）は、日本の応用生物化学者。メチルクエン酸回路の発見者。筑波大学名誉教授。
1948年に東京帝国大学農学部農芸化学科卒業後、東京大学大学院に進学し農学博士となった。
大学院修了後は東京教育大学生物化学工学科工業微生物学講座と筑波大学応用微生物学分野で教鞭をとった。
筑波大学教授時代の一時期、筑波大学付属駒場中学校・高等学校の校長を兼任したことがある。
1990年退官。その後、青森大学工学部を経て磐田化学工業株式会社の技術顧問を務めた。
2006年、瑞宝中綬章受章。